# Michel Pastre

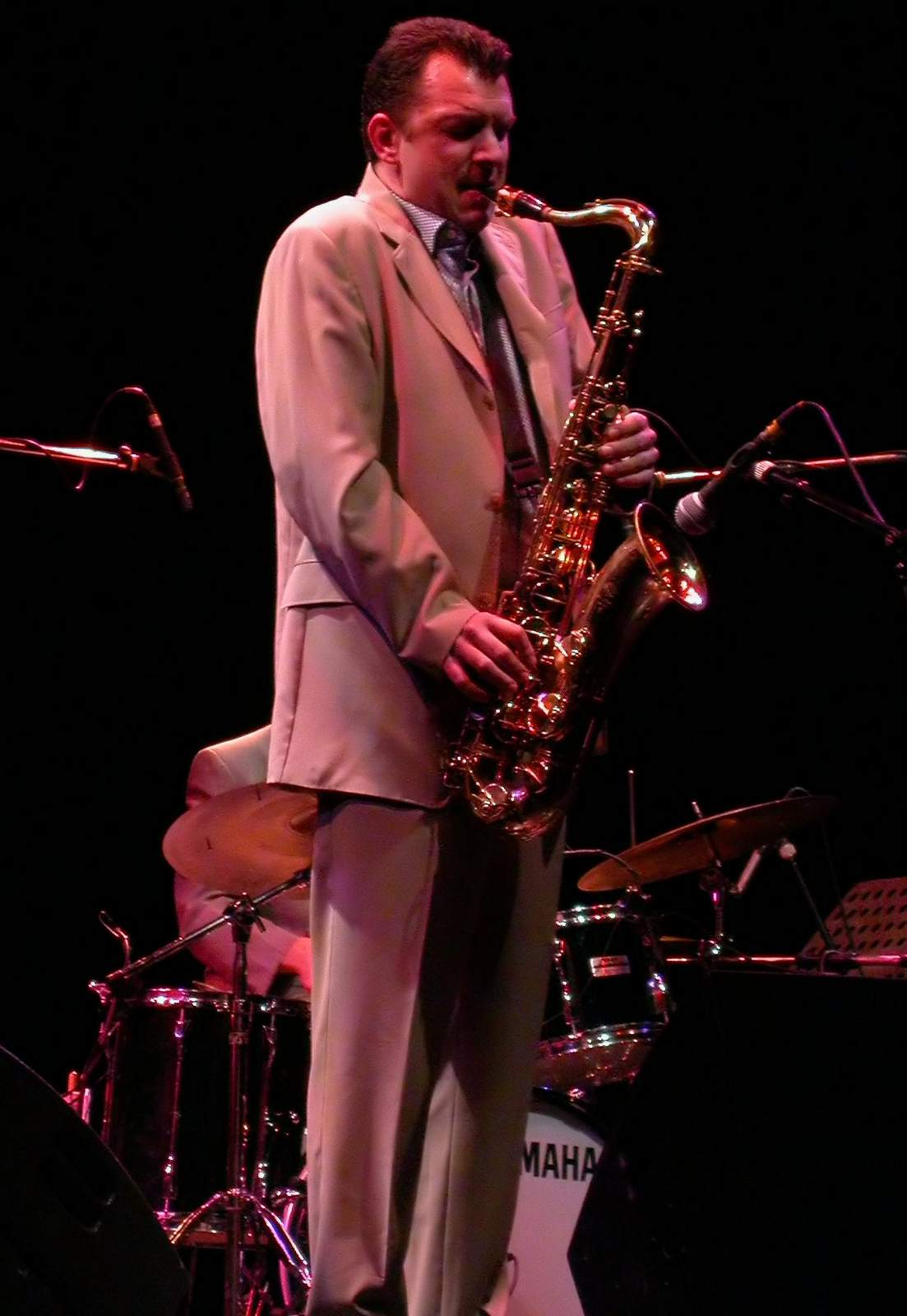
Michel Pastre (2005)

Michel Pastre (* 7. April 1966 in Nîmes) ist ein französischer Jazzmusiker (Tenorsaxophon) und Bigband-Leader, der hauptsächlich im Swingstil auftritt.

## Werdegang
Pastre spielte zunächst Schlagzeug und Altsaxophon, wechselte aber 1983 auf das Tenorsaxophon. Er spielte zunächst in Toulouse im Orchester von Paul Chéron, dann von 1991 an bei Banana Jazz und in der Tuxedo Jazz Band; mit beiden Bands war er an Aufnahmen beteiligt und tourte durch Frankreich. Seit 1995 spielte er auch mit der Super swing machine von Gérard Badini. Gemeinsam mit dem Trompeter Alain Bouchet gründete er 1997 ein Quintett. Mit seinem Septett ging er 1999 mit Al Casey, dem Gitarristen von Fats Waller, auf Tournee; für die Live-Aufnahme von dieser Tournee wurde er mit dem Prix Sidney Bechet der Académie du Jazz ausgezeichnet. 2000 gründete er seine eigene Bigband, mit der er vor allem in Frankreich und in Spanien unterwegs ist und mehrere Alben vorlegte. Auch arbeitete er mit Dany Doriz und der Gruppe Happy Feeling.

## Diskographische Hinweise
- Michel Pastre Septet Live during a French Tour (mit  Al Casey und Bubba Brooks; Djaz 1999)
- Michel Pastre Big Band Diggin' the Count (Djaz 2001)
- Michel Pastre Quartet Jumping with César (Djaz 2002)
- Michel Pastre Quartet Free Swing (Djaz 2005)
- Michel Pastre Big Band To Prez and Count (Jazz aux Remparts 2009)
- Michel Pastre Big Band vs. Laurent Mignard Duke Orchestra Battle Royal (Columbia Records 2012)
- Dominique Magloire & Michel Pastre Quartet et Big Band Travelin' Light with Billie (Chrystal Records 2015)
- Michel Pastre Quintet Charlie Christian Project: Memories of You (mit Malo Mazurié, David Blenkhorn, Sébastien Girardot, Guillaume Nouaux; 2015)

## Lexikalischer Eintrag
- Philippe Carles, André Clergeat, Jean-Louis Comolli: Le nouveau dictionnaire du jazz. R. Laffont: Paris 2011
- The New Grove Dictionary of Jazz